# Élection présidentielle bulgare de 2011
L’élection présidentielle bulgare de 2011 (Президентски избори в България (2011)) s'est tenue les dimanche 23 et 30 octobre 2011, pour élire le président de la République et le vice-président, pour un mandat de cinq ans.

## Mode de scrutin
Le président de la République et le vice-président sont élus au suffrage universel direct, pour un mandat de cinq ans renouvelable une seule fois, sur un ticket. Seuls peuvent se présenter les citoyens bulgares de naissance, âgés de quarante ans au moins et ayant vécu en Bulgarie pendant les cinq années ayant précédé le scrutin. L'élection comporte un ou deux tours de scrutin :
- au premier tour, et à la condition expresse d'une participation supérieure à la moitié des électeurs inscrits, le candidat qui remporte la majorité absolue des suffrages exprimés est déclaré élu ;
- si cette condition n'est pas remplie, un second tour est organisé sept jours plus tard, auquel concourent les deux candidats ayant recueilli le plus grand nombre de suffrages exprimés au premier tour, le vainqueur étant celui qui remporte la majorité des suffrages exprimés, sans quorum de participation.

Depuis la première élection, en 1992, aucun candidat n'a été élu au premier tour.

## Candidats

### Principaux déclarés
Après que l'ancienne commissaire européenne et ministre de l'Intégration européenne, Meglena Kouneva, a annoncé, le 21 mars 2011, que sa candidature (sans le soutien de son parti, le Mouvement national pour la stabilité et le progrès (NDSV)) était plus que probable, son comité de soutien révèle, le 2 juin, qu'elle compte bien être candidate et se déclarera le 6 juin. Elle rejoint ainsi l'ultra-nationaliste président de l'Union nationale Attaque, Volen Nikolov Siderov, qui était parvenu au second tour en 2006 contre le président sortant Parvanov, et s'est lancé dans la course dès le mois de février. Le 12 juin, l'ancien ministre de l'Agriculture Roumen Hristov remporte les élections primaires de la Coalition bleue et devient ainsi le troisième candidat déclaré. Le parti Ordre, loi et justice (RZS) décide, une semaine plus tard, de lancer la candidature de son vice-président, Atanas Semov. Alors que le président du Parti socialiste bulgare (PSB), Sergueï Stanichev, avait fait savoir, en mars, qu'il était prêt à soutenir Kouneva, le député européen socialiste Ivaïlo Kalfin, ancien ministre des Affaires étrangères, qui avait déclaré le 30 mai qu'il souhaitait être candidat sous les couleurs du PSB, obtient finalement l'investiture du conseil national du parti le 16 juillet. Le 15 août, l'homme d'affaires controversé Alekseï Petrov  fait savoir qu'il compte être lui aussi candidat, alors qu'il avait initialement choisi de renoncer, trois mois plus tôt. Trois semaines plus tard, soit relativement tard dans la vie politique bulgare, le président des GERB, Boïko Borissov, présente à la presse le candidat du parti pour le scrutin, Rossen Plevneliev, ministre du Développement régional.

### Renoncement
Candidat pressenti des Citoyens pour le développement européen de la Bulgarie (GERB), au pouvoir depuis 2009, le ministre-président Boïko Borissov fait savoir le 8 mai qu'il renonce à concourir, arguant que la présidentielle est « une élection entre chefs de partis », et que « le chef des GERB est déjà ministre-président ». Au mois de janvier, c'est l'indépendante Kristalina Gueorguieva, actuelle commissaire européenne chargée de l'Aide humanitaire et personnalité politique la plus populaire de Bulgarie, qui avait décliné toute idée de candidature.

### Candidat empêché
Le président du PSB, Sergueï Stanichev, n'est pas en mesure d'être candidat lors de cette élection, puisqu'il n'est pas né en Bulgarie mais en Ukraine, lorsque celle-ci faisait encore partie de l'Union soviétique. Il ne remplit donc pas une des conditions pour être candidat. À ce titre, il a demandé à Borissov de modifier la Constitution afin de permettre son éventuelle candidature, après les déclarations du chef du gouvernement sur la participation des chefs de parti à la présidentielle. De même, le président Gueorgui Parvanov ne peut se représenter, ayant déjà été élu deux fois, en 2001 et 2006. Il a en outre affirmé qu'il resterait impartial et ne désignerait donc aucun successeur.

### Tentative d’empêchement
Le 18 août 2011, Volen Nikolov Siderov annonce qu'il compte saisir la Cour constitutionnelle pour faire annuler la candidature de Meglena Kouneva, car pour lui celle-ci n'a pas le droit, constitutionnel et moral, d'être candidate, puisqu'elle n'a pas résidé en Bulgarie durant au moins six mois sur les cinq dernières années, du fait de son poste comme commissaire européenne, puis conseillère à la Commission. Bien qu'il soit impossible de saisir la Cour pour un tel motif, car celle-ci a déjà prévu ce genre de situation en décidant, en 2001, que cette disposition ne s'appliquait pas pour les Bulgares nommés à un poste officiel à l'étranger par le gouvernement, elle reçoit le soutien d'Ivaïlo Kalfin, qui accuse même Siderov de faire « le sale travail des GERB ».

### Liste définitive
| Présidence | Présidence              | Vice-présidence                | Parti    |
| ---------- | ----------------------- | ------------------------------ | -------- |
|            | Meglena Kouneva         | Lioubomir Hristiv              | Aucun    |
|            | Rossen Plevneliev       | Margarita Popova               | GERB     |
|            | Sali Ibriam             | Valentina Gotseva              | NDE      |
|            | Roumen Hristov          | Emanouïl Yordanov              | SDS      |
|            | Maria Cappone           | Nikola Kissiov                 | ENP      |
|            | Stefan Solakov          | Galina Vassileva               | NFSB     |
|            | Ivaïlo Kalfin           | Stefan Danaïlov                | PSB      |
|            | Volen Nikolov Siderov   | Pavel Chopov                   | Ataka    |
|            | Alexeï Petrov           | Nikolaï Gueorguiev             | Aucun    |
|            | Nikolaï Nentchev        | Jéko Ivanov                    | BZNS     |
|            | Atanas Semov            | Polia Stancheva                | RZS      |
|            | Pavel Tchernev          | Anélia Deltchéva               | RHN      |
|            | Dimitar Koutsarov       | Kamelia Todorova               | Aucun    |
|            | Krassimir Karakatchanov | Daniela Simidtchiéva-Dimitrova | VMRO-BND |
|            | Andreï Tchorbanov       | Anguel Mirtchev                | BDO      |
|            | Nikolaï Vassilev        | Vladimir Savov                 | Aucun    |
|            | Svetoslav Vitkov        | Ventsislav Mitsov              | Aucun    |
|            | Ventsislav Yossifov     | Emilian Dimitrov               | Aucun    |

### Galerie

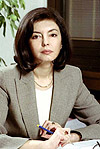
Meglena Kouneva
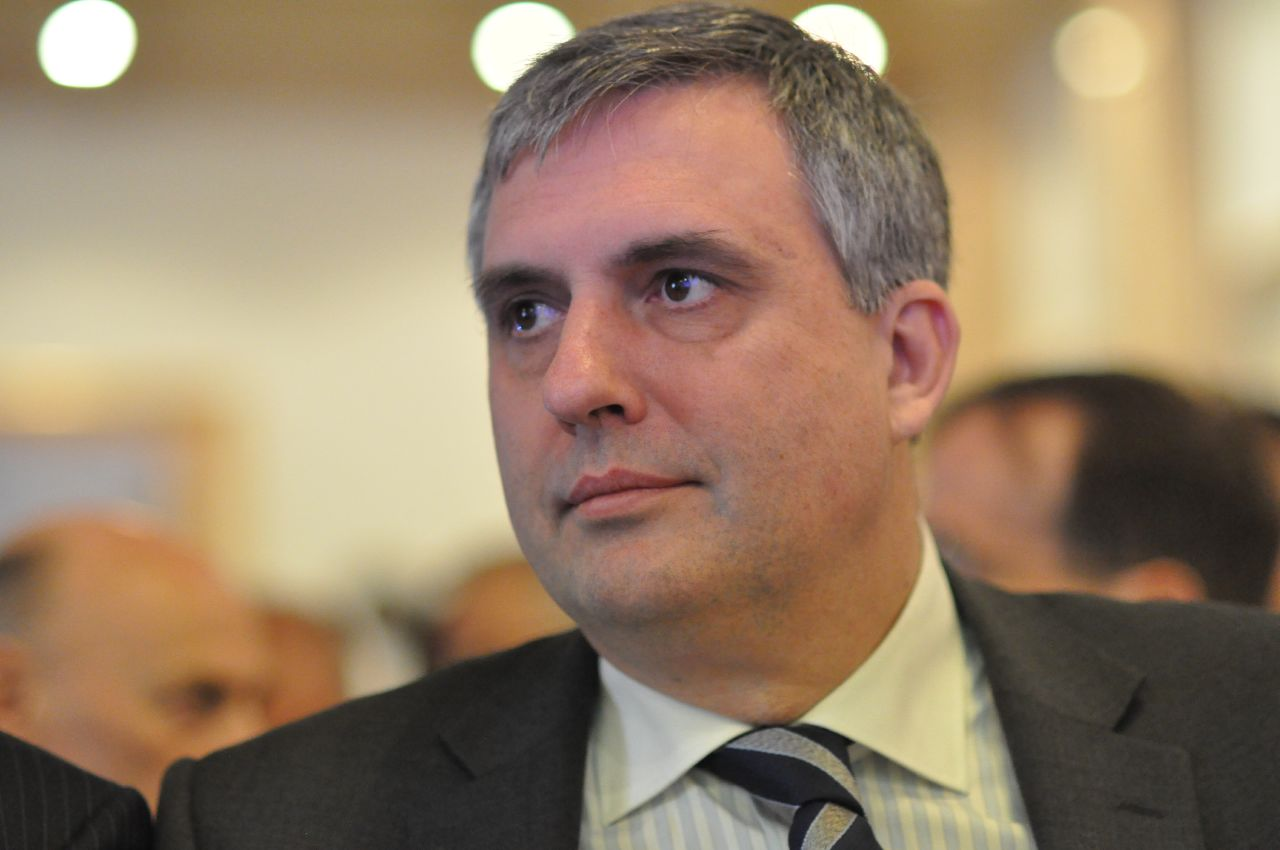
Ivaïlo Kalfin
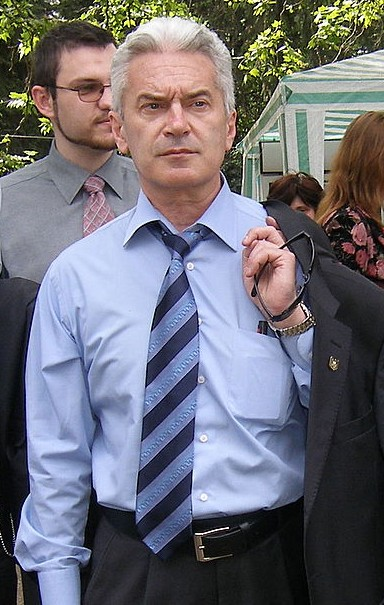
Volen Nikolov Siderov
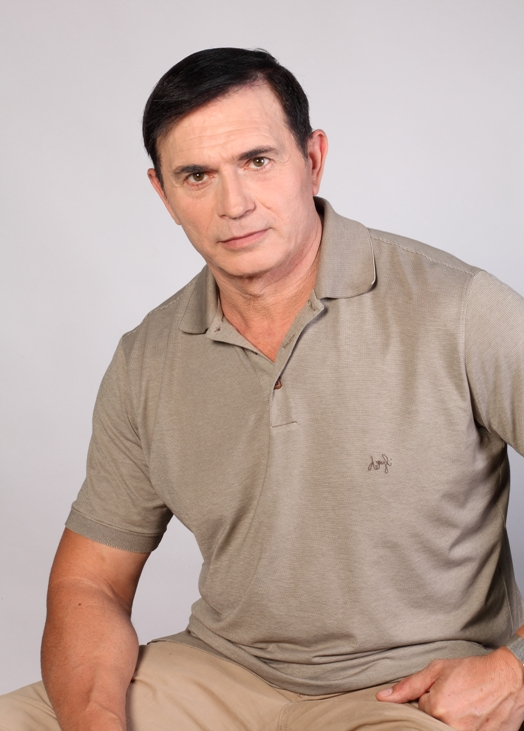
Dimitar Koutsarov

## Résultats

### Scores
| Candidat | Candidat                | 1er tour (Partic. : 48,54 %) | 1er tour (Partic. : 48,54 %) | 2e tour (Partic. : 48,04 %) | 2e tour (Partic. : 48,04 %) |
| Candidat | Candidat                | Voix                         | %                            | Voix                        | %                           |
| -------- | ----------------------- | ---------------------------- | ---------------------------- | --------------------------- | --------------------------- |
|          | Rossen Plevneliev       | 1 349 380                    | 40,11 %                      | 1 698 136                   | 52,58 %                     |
|          | Ivaïlo Kalfin           | 974 300                      | 28,96 %                      | 1 531 193                   | 47,42 %                     |
|          | Meglena Kouneva         | 470 808                      | 14,00 %                      |                             |                             |
|          | Volen Nikolov Siderov   | 122 466                      | 3,64 %                       |                             |                             |
|          | Stefan Solakov          | 84 205                       | 2,50 %                       |                             |                             |
|          | Roumen Hristov          | 65 761                       | 1,95 %                       |                             |                             |
|          | Atanas Semov            | 61 797                       | 1,84 %                       |                             |                             |
|          | Svetoslav Vitkov        | 54 125                       | 1,61 %                       |                             |                             |
|          | Sali Ibriam             | 41 837                       | 1,24 %                       |                             |                             |
|          | Krassimir Karakatchanov | 33 236                       | 0,99 %                       |                             |                             |
|          | Alexeï Petrov           | 31 613                       | 0,94 %                       |                             |                             |
|          | Maria Cappone           | 30 665                       | 0,91 %                       |                             |                             |
|          | Nikolaï Nentchev        | 9 827                        | 0,29 %                       |                             |                             |
|          | Pavel Tchernev          | 8 081                        | 0,24 %                       |                             |                             |
|          | Ventsislav Yossifov     | 7 021                        | 0,21 %                       |                             |                             |
|          | Dimitar Koutsarov       | 6 989                        | 0,21 %                       |                             |                             |
|          | Andreï Tchorbanov       | 6 340                        | 0,19 %                       |                             |                             |
|          | Nikolaï Vassilev        | 5 633                        | 0,17 %                       |                             |                             |
| TOTAL    | TOTAL                   | 3 364 078                    | 100,00 %                     | 3 229 329                   | 100,00 %                    |